# French Open 1996
Die 95. French Open 1996 fanden vom 27. Mai bis zum 9. Juni 1996 in Paris im Stade Roland Garros statt.
In der Hauptrunde des Tennisturniers nahmen jeweils 128 Herren und Damen an den Einzelwettbewerben teil.
Titelverteidiger im Einzel waren Thomas Muster bei den Herren sowie Steffi Graf bei den Damen. Im Herrendoppel waren Jacco Eltingh und Paul Haarhuis, im Damendoppel Gigi Fernández und Natallja Swerawa die Titelverteidiger. Larisa Neiland und Todd Woodbridge waren die Titelverteidiger im Mixed.
Im Herreneinzel gewann Jewgeni Kafelnikow seinen ersten Grand-Slam-Titel. Im Dameneinzel kam es zu einer Neuauflage des letztjährigen Finales, und erneut gewann Steffi Graf gegen Arantxa Sánchez Vicario. Auch im Herrendoppel siegte Jewgeni Kafelnikow, und zwar an der Seite von Daniel Vacek. Der Titel im Damendoppel ging an Lindsay Davenport und Mary Joe Fernández, und im Mixed gewannen Patricia Tarabini und Javier Frana.

## Herreneinzel

### Setzliste
| Nr. | Spieler            | Erreichte Runde |
| --- | ------------------ | --------------- |
| 01. | Pete Sampras       | Halbfinale      |
| 02. | Thomas Muster      | Achtelfinale    |
| 03. | Andre Agassi       | 2. Runde        |
| 04. | Michael Chang      | 3. Runde        |
| 05. | Goran Ivanišević   | Achtelfinale    |
| 06. | Jewgeni Kafelnikow | Sieg            |
| 07. | Jim Courier        | Viertelfinale   |
| 08. | Thomas Enqvist     | 1. Runde        |

| Nr. | Spieler            | Erreichte Runde |
| --- | ------------------ | --------------- |
| 09. | Marcelo Ríos       | Achtelfinale    |
| 10. | Wayne Ferreira     | Achtelfinale    |
| 11. | Arnaud Boetsch     | 2. Runde        |
| 12. | Albert Costa       | 2. Runde        |
| 13. | Richard Krajicek   | Viertelfinale   |
| 14. | Marc Rosset        | Halbfinale      |
| 15. | Michael Stich      | Finale          |
| 16. | MaliVai Washington | 1. Runde        |

## Dameneinzel

### Setzliste
| Nr. | Spielerin               | Erreichte Runde |
| --- | ----------------------- | --------------- |
| 01. | Steffi Graf             | Sieg            |
| 02. | Monica Seles            | Viertelfinale   |
| 03. | Conchita Martínez       | Halbfinale      |
| 04. | Arantxa Sánchez Vicario | Finale          |
| 05. | Iva Majoli              | Viertelfinale   |
| 06. | Anke Huber              | Achtelfinale    |
| 07. | Kimiko Date             | Achtelfinale    |
| 08. | Brenda Schultz-McCarthy | 3. Runde        |

| Nr. | Spielerin          | Erreichte Runde |
| --- | ------------------ | --------------- |
| 09. | Lindsay Davenport  | Viertelfinale   |
| 10. | Jana Novotná       | Halbfinale      |
| 11. | Mary Joe Fernández | Achtelfinale    |
| 12. | Mary Pierce        | 3. Runde        |
| 13. | Magdalena Maleewa  | Achtelfinale    |
| 14. | Amanda Coetzer     | Achtelfinale    |
| 15. | Martina Hingis     | 3. Runde        |
| 16. | Barbara Paulus     | 3. Runde        |

## Herrendoppel

### Setzliste
| Nr. | Paarung                            | Erreichte Runde |
| --- | ---------------------------------- | --------------- |
| 01. | Mark Woodforde Todd Woodbridge     | Halbfinale      |
| 02. | Mark Knowles Daniel Nestor         | 2. Runde        |
| 03. | Byron Black Grant Connell          | 2. Runde        |
| 04. | Patrick Galbraith Andrei Olchowski | 2. Runde        |
| 05. | Guy Forget Jakob Hlasek            | Finale          |
| 06. | Ellis Ferreira Jan Siemerink       | 1. Runde        |
| 07. | Jewgeni Kafelnikow Daniel Vacek    | Sieg            |
| 08. | Sébastien Lareau Alex O’Brien      | Achtelfinale    |

| Nr. | Paarung                           | Erreichte Runde |
| --- | --------------------------------- | --------------- |
| 09. | Jonas Björkman Nicklas Kulti      | Viertelfinale   |
| 10. | Luis Lobo Javier Sánchez          | Achtelfinale    |
| 11. | Libor Pimek Byron Talbot          | Viertelfinale   |
| 12. | Tomás Carbonell Francisco Roig    | 1. Runde        |
| 13. | Hendrik Jan Davids Cyril Suk      | 2. Runde        |
| 14. | Stefan Edberg Petr Korda          | Achtelfinale    |
| 15. | Mark Philippoussis Patrick Rafter | Achtelfinale    |
| 16. | Jiří Novák David Rikl             | 1. Runde        |

## Damendoppel

### Setzliste
| Nr. | Paarung                               | Erreichte Runde |
| --- | ------------------------------------- | --------------- |
| 01. | Jana Novotná Arantxa Sánchez Vicario  | Halbfinale      |
| 02. | Gigi Fernández Natallja Swerawa       | Finale          |
| 03. | Meredith McGrath Larisa Neiland       | Halbfinale      |
| 04. | Lindsay Davenport Mary Joe Fernández  | Sieg            |
| 05. | Nicole Arendt Manon Bollegraf         | Viertelfinale   |
| 06. | Martina Hingis Helena Suková          | Viertelfinale   |
| 07. | Lisa Raymond Rennae Stubbs            | Achtelfinale    |
| 08. | Julie Halard-Decugis Nathalie Tauziat | Achtelfinale    |

| Nr. | Paarung                                  | Erreichte Runde |
| --- | ---------------------------------------- | --------------- |
| 09. | Katrina Adams Mariaan de Swardt          | Viertelfinale   |
| 10. | Kristie Boogert Nicole Bradtke           | 1. Runde        |
| 11. | Amanda Coetzer Brenda Schultz-McCarthy   | 2. Runde        |
| 12. | Conchita Martínez Patricia Tarabini      | Achtelfinale    |
| 13. | Laura Golarsa Irina Spîrlea              | 1. Runde        |
| 14. | Yayuk Basuki Caroline Vis                | Achtelfinale    |
| 15. | Alexia Dechaume-Balleret Sandrine Testud | 2. Runde        |
| 16. | Els Callens Laurence Courtois            | 1. Runde        |

## Mixed

### Setzliste
| Nr. | Paarung                          | Erreichte Runde |
| --- | -------------------------------- | --------------- |
| 01. | Mark Woodforde Larisa Neiland    | Halbfinale      |
| 02. | Cyril Suk Gigi Fernández         | Achtelfinale    |
| 03. | Rick Leach Manon Bollegraf       | Halbfinale      |
| 04. | Patrick Galbraith Lisa Raymond   | 2. Runde        |
| 05. | Ellis Ferreira Helena Suková     | 2. Runde        |
| 06. | Todd Woodbridge Nicole Bradtke   | Viertelfinale   |
| 07. | Andrei Olchowski Kristie Boogert | Viertelfinale   |
| 08. | Libor Pimek Katrina Adams        | Viertelfinale   |

| Nr. | Paarung                                 | Erreichte Runde |
| --- | --------------------------------------- | --------------- |
| 09. | Mark Keil Brenda Schultz-McCarthy       | 2. Runde        |
| 10. | Byron Talbot Linda Wild                 | 2. Runde        |
| 11. | Mark Philippoussis Martina Hingis       | Viertelfinale   |
| 12. | Matt Lucena Meredith McGrath            | Achtelfinale    |
| 13. | Menno Oosting Els Callens               | Achtelfinale    |
| 14. | Greg Van Emburgh Irina Spîrlea          | 2. Runde        |
| 15. | Kent Kinnear Nana Miyagi                | 2. Runde        |
| 16. | John-Laffnie de Jager Jill Hetherington | Achtelfinale    |